# Шеллі Лонг
Шеллі Чі Лонг (англ. Shelley Lee Long; нар.. 23 серпня 1949, Форт-Вейн, Індіана, США) — американська акторка, комікеса й кінопродюсерка. Найвідоміша за роллю Даян Чемберс у популярному комедійному телесеріалі «Будьмо!», за яку здобула премію «Еммі» і два «Золотих глобуси». Також відома головними ролями в кількох популярних кінокомедіях 1980-х, таких як «Нічна зміна» (1982), «Непримиренні протиріччя» (1984), «Прірва» (1986), «Скажені гроші» (1987), «Знову привіт» (1987), «Рота Беверлі-Гіллз» (1989), а також «Фільм про сімейку Брейді» 1995 і двох його сиквелах, та «Доктор і його жінки» (2000).

## Ранні роки
Народилася в американському місті Форт-Вейн, Індіана 23 серпня 1949 року.

## Кар'єра
Лонг почала кар'єру як модель, знімаючись для реклами. Після кількох ролей на телебаченні дебютувала на великому екрані в 1980 році у фільмі «Остання подружня пара в Америці». Через рік знялася у фільмі «Печерна людина».
Лонг досягла першої широкої популярності після однієї з головних ролей у фільмі Рона Говарда «Нічна зміна», який вийшов у 1982 році. Пізніше виконала головну роль у комедійному фільмі «Втрачаючи це», який не був успішним у прокаті. 1982 року отримала головну жіночу роль у серіалі «Весела компанія», який приніс їй загальну популярність і безліч нагород. У перервах між зніманням сезонів серіалу вона продовжувала зніматися в кіно, виконуючи суто головні ролі. 1984 року була номінована на премію «Золотий глобус» за роль у фільмі «Непримиренні протиріччя». Потім були успішні в прокаті фільми «Прірва» (1986) з Томом Генксом, «Скажені гроші» (1987) з Бетт Мідлер і «Знову привіт» (1987). Їй були запропоновані головні ролі у фільмах «Ділова дівчина», «Джек-стрибунець» і «Моя мачуха — інопланетянка», однак вона відмовилася від них.
У 1987 році Лонг покинула серіал «Весела компанія». Її відхід дуже висвітлювався в пресі. Були чутки, що її відхід з телебачення був пов'язаний з прагненням зніматися тільки в кіно, однак акторка спростовувала це. Після її відходу серіал проіснував ще п'ять років, і Лонг у 1993 році повернулася до нього у фіналі.
Після відходу з серіалу вона виконала головну роль у помірно успішному у прокаті фільм «Рота Беверлі-Гіллз» 1989 року. Рік потому отримала визнання критики за виконання головної ролі у фільмі «Голоси всередині: Життя Труді Чейз», про жінку з розладом психіки, яка живе двадцятьма різними життями. Пізніше вона знялася у фільмах «Не говоріть їй, це я» і «Заморожені активи».
У 1995 році Лонг зіграла в сімейній комедії «Фільм про сімейку Брейді», який став успішним у прокаті і породив два сиквели: «Сімейка Брейді 2» (1996) і «Сімейка Брейді в Білому Домі» (2002). З кінця 1990-х Лонг відійшла від акторської кар'єри, займаючись вихованням своїх дітей. 2000 року вона знялася у фільмі «Доктор „Т“ та його жінки» з Річардом Гіром. На телебаченні в останні роки, головним чином, з'являлася як запрошена зірка в епізодах таких серіалів, як «8 простих правил для друга моєї доньки-підлітка», «Юристи Бостона» та «Американська сімейка», а також знялася в кількох телефільмах. Крім того, знялася в кількох незалежних кінофільмах.

## Особисте життя
У 1979 році Лонг зустріла Брюса Тайсона, одружилася з ним у 1981 році. 27 березня 1985 року народила дочку Юліану. Лонг і Тайсон розійшлися в 2003 році і розлучилися в 2004 році.
У листопаді 2004 року Лонг потрапила в лікарню після передозування знеболювальними.

## Фільмографія
| Рік         |    | Українська назва                               | Оригінальна назва                                 | Роль                                                |
| ----------- | -- | ---------------------------------------------- | ------------------------------------------------- | --------------------------------------------------- |
| 1977        | ф  | Ключ                                           | The Key                                           | оповідачка                                          |
| 1978        | тф | -                                              | That Thing on ABC                                 | виконавиця                                          |
| 1978        | с  | Човен любові                                   | The Love Boat                                     | Хізер Маккензі                                      |
| 1979        | с  | Сім'я                                          | Family                                            | Джоан Філліпс                                       |
| 1979        | тф | Крекерна фабрика                               | The Cracker Factory                               | Кара                                                |
| 1979        | тф | -                                              | Young Guy Christian                               | Міа Мишуги                                          |
| 1979        | с  | Мисливець Джон                                 | Trapper John, M.D.                                | Лорен                                               |
| 1979        | тф | -                                              | The Dooley Brothers                               | Люсі Беннетт                                        |
| 1980        | с  | Польовий шпиталь                               | M * A * S * H                                     | лейтенант Менденхолл                                |
| 1980        | ф  | Маленьке коло друзів                           | A Small Circle of Friends                         | Еліс                                                |
| 1980        | кф | -                                              | Ghost of a Chance                                 | Дженні Кліффорд                                     |
| 1980        | тф | -                                              | The Promise of Love                               | Лоррейн                                             |
| 1981        | ф  | Печерна людина                                 | Caveman                                           | Тала                                                |
| 1981        | тф | Принцеса і таксист                             | The Princess and the Cabbie                       | Керол                                               |
| 1982        | ф  | Нічна зміна                                    | Night Shift                                       | Белінда Кітон                                       |
| 1982 — 1993 | с  | Будьмо                                         | Cheers                                            | Даяна Чемберс                                       |
| 1983        | ф  | Втрачаючи це                                   | Losin 'It                                         | Кеті                                                |
| 1984        | ф  | Непримиренні суперечності                      | Irreconcilable Differences                        | Люсі Ван Паттен Бродські                            |
| 1986        | ф  | Прірва                                         | The Money Pit                                     | Анна Краулі                                         |
| 1987        | ф  | Скажені гроші                                  | Outrageous Fortune                                | Лорен                                               |
| 1987        | ф  | Знову привіт                                   | Hello Again                                       | Люсі Чедмен                                         |
| 1989        | ф  | Рота Беверлі-Хіллз                             | Troop Beverly Hills                               | Філліс Нефлер                                       |
| 1990        | тф | Голоси                                         | Voices Within: The Lives of Truddi Chase          | Трудді Чейз                                         |
| 1990        | ф  | Не говори їй, що це я                          | Do not Tell Her It's Me                           | Ліззі Поттс                                         |
| 1992        | ф  | Заморожені вклади                              | Frozen Assets                                     | доктор Грейс Мердок                                 |
| 1992        | тф | Фатальні спогади                               | Fatal Memories                                    | Айлін Франклін Ліпскеров                            |
| 1992        | тф | -                                              | A Message from Holly                              | Кейт                                                |
| 1993        | тф | -                                              | Basic Values: Sex, Shock & Censorship in the 90's | Фей Саммерфілд                                      |
| 1993        | с  | Нічні історії Шеллі Дюваль                     | Shelley Duvall's Bedtime Stories                  | оповідачка                                          |
| 1993 — 1994 | с  | -                                              | Good Advice                                       | Сьюзан Дерузза                                      |
| 1994        | тф | -                                              | Count on Me                                       |                                                     |
| 1994        | тф | -                                              | The Women of Spring Break                         | Енн                                                 |
| 1994 — 2001 | с  | Фрейзер                                        | Frasier                                           | Даян Чемберс                                        |
| 1995        | ф  | Сімейка Бреді                                  | The Brady Bunch Movie                             | Керол Брейді                                        |
| 1995        | тф | Шалена п'ятниця                                | Freaky Friday                                     | Еллен Ендрюс                                        |
| 1995        | с  | Лоїс і Кларк: Нові пригоди Супермена           | Lois & Clark: The New Adventures of Superman      | Люсіль Ньютріх                                      |
| 1995 — 1996 | с  | Мерфі Браун                                    | Murphy Brown                                      | Дотті Вілкокс                                       |
| 1996        | мс | Життя з Луї                                    | Life with Louie                                   | Саллі Таббс                                         |
| 1996        | ф  | Сімейка Брейді 2                               | A Very Brady Sequel                               | Керол Брейді                                        |
| 1996        | с  | -                                              | Boston Common                                     | Луїс Холмс                                          |
| 1996        | тф | Таке несподіване Різдво                        | A Different Kind of Christmas                     | Елізабет Гейтс                                      |
| 1996        | тф | Сьюзі Кью                                      | Susie Q                                           | Пенні Сендс                                         |
| 1996        | в  | -                                              | Home                                              |                                                     |
| 1998        | с  | Сабріна — юна відьма                           | Sabrina, the Teenage Witch                        | зла відьма                                          |
| 1998        | с  | -                                              | Kelly Kelly                                       | Келлі Новак                                         |
| 1998        | с  | Діагноз: вбивство                              | Diagnosis: Murder                                 | Кей Ладлоу                                          |
| 1998        | ф  | Пригоди Регтайма                               | The Adventures of Ragtime                         | Сем                                                 |
| 1999        | тф | Зникла                                         | Vanished Without a Trace                          | Елізабет Портерсон                                  |
| 1999        | с  | Курячий бульйон для душі                       | Chicken Soup for the Soul                         | вчителька                                           |
| 1999        | мф | Різдвяні дзвіночки                             | Jingle Bells                                      | мама                                                |
| 2000        | с  | Жебраки і виборщики                            | Beggars and Choosers                              | Памела Марстон                                      |
| 2000        | ф  | Доктор Ті та його жінки                        | Dr. T & the Women                                 | Керолін                                             |
| 2002        | тф | Сімейка Брейді в Білому Домі                   | The Brady Bunch in the White House                | Керол Брейді                                        |
| 2002        | тф | -                                              | The Santa Trap                                    | Моллі Емерсон                                       |
| 2003        | с  | 8 простих правил для друга моєї дочки-підлітка | 8 Simple Rules for Dating My Teenage Daughter     | Мері Еллен Дойл / в епізоді The Doyle Wedding ' } } |
| 2003        | с  | Сильні ліки                                    | Strong Medicine                                   | Лорен Чейз                                          |
| 2004        | с  | Джоан з Аркадії                                | Joan of Arcadia                                   | міс Кенді                                           |
| 2004 — 2005 | с  | Справжні дикуни                                | Complete Savages                                  | Джуді                                               |
| 2005        | с  | Юристи Бостона                                 | Boston Legal                                      | Міріам Уотсон                                       |
| 2005        | с  | Так, люба!                                     | Yes, Dear                                         | Маргарет                                            |
| 2006        | тф | Як покохати сусідку                            | Falling in Love with the Girl Next Door           | Бетсі Лукас                                         |
| 2006        | ф  | Медовий місяць з мамою                         | Honeymoon with Mom                                | Марія                                               |
| 2007        | ф  | Довірся мені                                   | Trust Me                                          | Мітзі Робінсон                                      |
| 2007        | ф  | -                                              | A Couple of White Chicks at the Hairdresser       | Барбара                                             |
| 2008        | кф | -                                              | Mr. Vinegar and the Curse                         | міс Перснікеті                                      |
| 2009        | тф | -                                              | Ice Dreams                                        | Харрієт Клейтон                                     |
| 2009 — 2018 | мс | Американська сімейка                           | Modern Family                                     | Діді Прітчетт                                       |
| 2010        | мс | Сім'янин                                       | Family Guy                                        | Керол Брейді                                        |
| 2011        | с  | У 35 - на пенсію                               | Retired at 35                                     | Джіні                                               |
| 2011        | с  | Табір О.С.А.                                   | A.N.T. Farm                                       | місіс Басбі                                         |
| 2011        | тф | Заручини на святах                             | Holiday Engagement                                | Мередіт Бернс                                       |
| 2011        | ф  | Людина-піца                                    | Pizza Man                                         | місіс Бернс                                         |
| 2012        | с  | Переплутані при народженні                     | Switched at Birth                                 | Ріа Белловз                                         |
| 2012        | ф  | Зомбі-Гамлет                                   | Zombie Hamlet                                     | Шайн Рейнольдс                                      |
| 2012        | тф | Полуничне літо                                 | Strawberry Summer                                 | Айлін Лендон                                        |
| 2012        | ф  | Смерть весільного свідка                       | Best Man Down                                     | Гейл                                                |
| 2012        | тф | Пес, який врятував канікули                    | The Dog Who Saved the Holidays                    | тітка Барбара                                       |
| 2012        | тф | -                                              | Merry In-Laws                                     | місіс Клаус                                         |
| 2013        | ф  | -                                              | The Wedding Chapel                                | Джині Робертсон                                     |
| 2013        | тф | Поїздка на канікулах                           | Holiday Road Trip                                 | Синтія                                              |
| 2014        | ф  | Питання часу                                   | A Matter of Time                                  | Нона                                                |
| 2015        | с  | Мачуха                                         | Instant Mom                                       | в епізоді Bawamo Shazam ' }}                        |
| 2017        | ф  | Різного поля ягоди                             | Different Flowers                                 | бабуля Мілдред                                      |
| 2017        | тф | -                                              | Christmas in the Heartland                        | Джуді Вілкінс                                       |
| 2017 — 2018 | мс | Закон Майла Мерфі                              | Milo Murphy's Law                                 | бабуся Мерфі                                        |

## Нагороди та номінації
| Рік  | Нагорода               | Категорія                                                           | Назва роботи            | Результат |
| ---- | ---------------------- | ------------------------------------------------------------------- | ----------------------- | --------- |
| 1983 | Золотий глобус         | Найкраща акторка другого плану міні-серіалу, серіалу або телефільму | Весела компанія         | Перемога  |
| 1984 | Золотий глобус         | Найкраща акторка в телесеріалі — комедія або мюзикл                 | Весела компанія         | Номінація |
| 1985 | Золотий глобус         | Найкраща акторка в телесеріалі — комедія або мюзикл                 | Весела компанія         | Перемога  |
| 1985 | Золотий глобус         | Найкраща акторка в комедії або мюзиклі                              | Непримиренні протиріччя | Номінація |
| 1983 | Еммі                   | Найкраща акторка в комедійному телесеріалі                          | Весела компанія         | Перемога  |
| 1984 | Еммі                   | Найкраща акторка в комедійному телесеріалі                          | Весела компанія         | Номінація |
| 1985 | Еммі                   | Найкраща акторка в комедійному телесеріалі                          | Весела компанія         | Номінація |
| 1986 | Еммі                   | Найкраща акторка в комедійному телесеріалі                          | Весела компанія         | Номінація |
| 1993 | Еммі                   | Найкраща запрошена акторка в комедійному телесеріалі                | Весела компанія         | Номінація |
| 1996 | Еммі                   | Найкраща запрошена акторка в комедійному телесеріалі                | Фрейзер                 | Номінація |
| 1984 | People's Choice Awards | Улюблена комедійна акторка на телебаченні                           | Весела компанія         | Номінація |
| 1985 | People's Choice Awards | Улюблена комедійна акторка на телебаченні                           | Весела компанія         | Номінація |